# Здерковський Олександр
Здерковський Олександр Іванович (псевдоніми та криптоніми: Олекса Мотиль, Ол. Мотиль, Шершень, Сфинкс, Чертополох, О. М., О. И .М., М…; 28 лютого (12 березня) 1857, Біла — 14 січня 1920, Крушельниця) — український галицький священник (УГКЦ), громадський діяч, співредактор гумористичної газети «Зеркало», дописувач до періодичних видань.

## Життєпис
Син українського письменника Івана Григоровича Здерковського (1823—1901). У 1887 році висвячений на неодруженого священника. Після висвячення працював сотрудником на парафії в селі Семигинів Стрийського деканату (до 1889). Короткий час був захристіянином на парафії в Архикатедральному митрополичому соборі святого Юрія у Львові. У 1891 році призначений на парафію в селі Крушельниця Сколівського деканату, де працював аж до смерті.

## Творчість
Дописував до періодичних видань «Діло», «Душпастер», «Зеркало», «Зоря», «Слово». Автор поезій, прози, драматичних творів.
Значна частина художньої творчості зберігається у персональному фонді Інституту літератури імені Тараса Шевченка НАН України, автобіографія — у Львівській національній науковій бібліотеці імені В. Стефаника НАН.